# 鄭殷杓
鄭殷杓（1966年3月27日—），韓國男演員。

## 演出作品

### 電視劇
- 2000年：SBS《扁玉螺》
- 2001年：KBS《脆弱的心》
- 2001年：SBS《沒有告別的早晨》
- 2002年：KBS《波濤》
- 2003年：KBS《妻子》
- 2004年：KBS《不滅的李舜臣》飾演 鄭大滿
- 2004年：SBS《張吉山》
- 2005年：KBS《愛情中毒》
- 2006年：MBC《飛越彩虹》
- 2007年：SBS《追趕江南媽媽》飾演 李泰久
- 2007年：SBS《完美鄰居》飾演 崔先生
- 2008年：tvN《My Cop》
- 2008年：KBS《快刀洪吉童》飾演 海明法師
- 2008年：KBS《大王世宗》
- 2008年：KBS《我被你迷倒了》
- 2008年：MBC《大韓民國的律師》飾演 文代表
- 2008年：KBS《傳說的故鄉》飾演 莫錫
- 2008年：SBS《老千》飾演 趙華白
- 2009年：SBS《Dream》飾演 朱記者
- 2009年：KBS《天下無敵李平岡》飾演 方久里里長
- 2009年：MBC《穿透屋頂的High Kick》飾演 鄭殷杓
- 2010年：MBC《同伊》飾演 小狗子父
- 2010年：KBS《九尾狐：狐狸小妹傳》飾演 九尾狐的丈夫
- 2011年：SBS《Sign》飾演 金完大
- 2011年：SBS《天堂牧場》飾演 楊社長
- 2011年：KBS《Drama Special－Hair Show》
- 2012年：MBC《擁抱太陽的月亮》飾演 衡善
- 2012年：MBC《Dr. JIN》飾演 許光
- 2012年：KBS《世上哪裡都找不到的善良男人》飾演 鄭武橋
- 2012年：KBS《Drama Special－琵鷺，飛走了》
- 2013年：SBS《錢的化身》飾演 黃政植
- 2013年：MBC《龜巖許浚》飾演 林吾根
- 2013年：SBS《來自星星的你》飾演 尹城東（客串）
- 2013年：tvN《一起吃飯吧》飾演 警察（客串）
- 2014年：SBS《神的禮物－14天》飾演 奇東浩
- 2014年：SBS《天使之眼》飾演 東株的老師（客串）
- 2014年：MBC《命中注定我愛你》飾演 朴社長
- 2015年：MBC《Kill Me Heal Me》飾演 害怕病人的精神科醫師
- 2015年：SBS《離婚律師戀愛中》飾演 金冠祐
- 2015年：KBS《拜託了，媽媽》飾演 楊奇峰
- 2016年：MBC《獄中花》飾演 池川得
- 2018年：KBS《朝鮮美人別傳》
- 2018年：tvN《Cross》飾演 金哲浩
- 2018年：OCN《Player》飾演 陳勇俊
- 2018年：tvN《頂級巨星柳白》
- 2020年：JTBC《雙甲路邊攤》飾演 崔石板
- 2021年：KBS《月升之江》飾演 廉德
- 2021年：tvN《Mouse》飾演 姜德秀
- 2021年：tvN《惡魔法官》飾演 都永春
- 2021年：TVING《酒鬼都市女人們》飾演 安哲華
- 2022年：KBS《美男堂》飾演 金哲根
- 2022年：Wavve《戀愛的季節》飾演 語文老師（特別出演）
- 2022年：tvN《Missing：他們存在過2》飾演 鄭營進
- 2023年：tvN《盜賊：七個朝鮮通寶》飾演 崔松哲（特別出演）
- 2024年：Channel A《Check-In 漢陽》飾演 張部長
- 2025年：tvN《未知的首爾》飾演 曹明甲

### 電影
- 1990年：《小組頭癟三》
- 1996年：《真正的男人》
- 1996年：《你們相信Jazz嗎？》
- 1999年：《幽靈》
- 2000年：《快樂的葬禮師》
- 2000年：《Kilimanjaro》
- 2002年：《高校四賤客》
- 2002年：《海盜跳舞王》
- 2002年：《點燃打火機》
- 2002年：《Family》
- 2003年：《Show Show Show》
- 2003年：《鬼鏡》
- 2003年：《叛逆智能》
- 2004年：《DMZ非武裝地帶》
- 2005年：《麻婆島》
- 2005年：《歐若拉公主》
- 2006年：《向日葵》
- 2007年：《外遇的好日子》
- 2007年：《食客》
- 2008年：《那個男人的書第198頁》
- 2013年：《HERO》
- 2015年：《對不起 我愛你 謝謝你》

### MV
- 2001年：Brown Eyes《已過一年》[2]（與張震、金賢珠、李凡秀）
- 2006年：Velvet Glove《這首歌》

## 獲獎
- 1995年：東亞舞台劇獎－演技獎
- 2001年：第38屆大鐘獎－最佳男配角（Kilimanjaro）
- 2006年：KBS演技大賞－獨幕劇獎
- 2012年：SBS演藝大賞－最佳家庭獎

## 腳註
1. ↑  權基太. . 東亞日報. 1995-01-19  [2021-09-29]. （原始内容存档于2021-09-29）.
2. ↑  許慧欣《愛情抗體》原曲

## 外部連結
- NAVER （页面存档备份，存于）